# Čvrljevo (Šibenik)
Čvrljevo falu Horvátországban Šibenik-Knin megyében. Közigazgatásilag Šibenikhez tartozik.

## Fekvése
Šibenik központjától légvonalban 10, közúton 18 km-re északkeletre, Dalmácia középső részén fekszik.

## Története
Az 1861-ben alapított konjevratei plébániához tartozó település lakosságát csak 1880-tól számlálják önállóan. 1880-ban 106, 1910-ben 245 lakosa volt. Az I. világháború után rövid ideig az Olasz Királyság, ezután a Szerb-Horvát-Szlovén Királyság, majd Jugoszlávia része lett. A délszláv háború során mindvégig horvát kézen maradt. 2011-ben 64 lakosa volt.

## Lakosság
| Lakosság változása | Lakosság változása | Lakosság változása | Lakosság változása | Lakosság változása | Lakosság változása | Lakosság változása | Lakosság változása | Lakosság változása | Lakosság változása | Lakosság változása | Lakosság változása | Lakosság változása | Lakosság változása | Lakosság változása | Lakosság változása |
| ------------------ | ------------------ | ------------------ | ------------------ | ------------------ | ------------------ | ------------------ | ------------------ | ------------------ | ------------------ | ------------------ | ------------------ | ------------------ | ------------------ | ------------------ | ------------------ |
| 1857               | 1869               | 1880               | 1890               | 1900               | 1910               | 1921               | 1931               | 1948               | 1953               | 1961               | 1971               | 1981               | 1991               | 2001               | 2011               |
| 0                  | 0                  | 106                | 132                | 170                | 245                | 282                | 272                | 295                | 331                | 329                | 273                | 194                | 156                | 87                 | 64                 |

(1857-ben és 1869-ben lakosságát Konjevratéhoz számították.)